# Wilhelm von Hoevel
 Wilhelm Alexander Karl Johann Hilarius Benjamin von Hoevel (* 12. Januar 1817 in Herbeck bei Hagen; † 27. Februar 1859 in Ahrweiler) war ein preußischer Verwaltungsjurist und Landrat im Kreis Ahrweiler in der Rheinprovinz.

## Leben
Wilhelm von Hoevel besuchte das Gymnasium in Paderborn. 1836 bis 1838 absolvierte er ein Studium der Kameralwissenschaften in Bonn und Berlin.
1840 begann er als Auskultator beim Oberlandesgericht in Münster und wirkte ab 1841 im Land- und Stadtgericht in Arnsberg. Ab 1843 war er Gerichtsreferendar und 1843 Regierungsreferendar in Köln und Ende 1847 als Regierungsassessor in Düsseldorf sowie 1849 in Koblenz tätig. 1849 wurde Wilhelm von Hoevel interimistischer Landrat und amtierte ab 1853 bis 1859 als Landrat in Ahrweiler.